# Krajowe Studium Polski Podziemnej
Krajowe Studium Polski Podziemnej (KSPP) – instytucja zbierająca informacje i materiały o konspiracji niepodległościowej w czasie II wojny światowej oraz przywraca do świadomości społecznej bohaterów walki z zaborcami. Od czterech lat stara się sprowadzić z Lozanny, na Stare Powiązki w Warszawie, prochy płk. Zygmunta Miłkowskiego - Teodora Tomasza Jeża.
W 1998 roku, na konferencji zorganizowanej przez Katowicki Oddział  Związku Więźniów Politycznych Okresu Stalinowskiego (ZWPOS) powstała idea zorganizowania instytucji zajmującej się zbieraniem i popularyzowaniem materiałów dotyczących walki Polaków o niepodległość kraju. Ponieważ w Londynie istnieje Studium Polski Podziemnej, dla odróżnienia, postanowiono nową instytucję nazwać Krajowym Studium Polski Podziemnej, studium londyńskie posiada bogate zbiory dokumentów dotyczących podziemnej walki z okresu II wojny światowej, krajowe studium zajmuje się głównie konspiracją antykomunistyczną i innymi dokumentami o  podziemiu niepodległościowym. KSPP powstało w 1998 roku na konferencji omawiającej walkę z hitlerowskim i stalinowskim okupantem o niepodległość Polski. W konferencji tej uczestniczył ostatni emigracyjny prezydent RP Ryszard Kaczorowski. Kierownictwo grupy założycielskiej stanowili: dr Marian Pionk, inż. Jan Tatarch, mgr inż. Jan Okoński i inni. KSPP zbiera materiały o II konspiracji niepodległościowej, organizuje konferencje, prowadzi odczyty z najnowszej historii Polski i wydaje pozycje zwarte o tematyce niepodległościowej. Pierwszego dyrektora KSPP powołał prezes ZWPOS Jan Gocłowski.